# 독일의 관광
독일의 관광에 대해 설명한다.

## 개요
2008년 기준으로 독일을 찾은 해외 관광객 수는 1억 3,000만 명이 넘어, 독일은 전 세계에서 관광객 수 7위에 등재되었다. 관광 수입은 총 272억 유로로, 독일 국내총생산의 3.2%를 차지한다.
독일은 19세기에 민족국가로 등장하기 이전의 수백 년 동안 수십 개의 독립국가였기 때문에 각 지역에는 독특한 문화유산이 풍부하다. 유서깊은 건축물·도서관·박물관·정원·극장·마을축제 등은 문화 애호가에게 더없는 볼거리를 제공한다. 지역개발을 할 때에도 문화유산 보전에 노력하고 있어 도시경관은 과거와 현재가 공존하고 있다. 여행자들을 위한 유스호스텔도 600여개소나 되어 저렴한 비용으로 독일을 여행할 수 있는 유리한 여건을 가지고 있다.
햇빛을 자주 볼 수 없다는 점만 제외한다면 독일은 최상의 여행지이다. 남부 알프스 산지에서 북부 해안과 북해에 이르기까지 웅장하면서도 다채로운 자연경관이 펼쳐져 있다. 또 수없이 많은 문화 유적이 독일 곳곳에 보존되어 있으며, 다양한 문화 예술 행사가 마련되어 있다. 이처럼 풍부한 자연경관과 문화환경을 동시에 갖춘 독일은 관광 산업에 있어서 선두 자리를 차지하고 있다.

## 관광 명소

### 브란덴부르크 문
1791년에 세워진 개선문으로, 위에는 고대 로마의 여신이 끄는 4두전차의 조상이 있다. 브란덴부르크 문은 동서베를린의 유일한 통로로서, 동서의 벽을 상징적으로 나타내어 베를린 관광의 명소였다. 독일 베를린의 중심가 파리저 광장(Pariser Platz)에 있는 건축물로 운터덴린덴로(Unter den Linden)가 끝나는 지점에 위치한다. 독일 분단 시절 동·서 베를린의 경계였으며 독일 통일과 함께 독일과 베를린의 상징이 됐다. 프리드리히 빌헬름 2세(Friedrich Wilhelm II)의 명령으로 1788년에서 1791년에 걸쳐 건축됐다. 프로이센 제국의 건축가였던 칼 고트하르트 랑한스(Carl Gotthard Langhans)가 설계했다. 초기 고전주의 양식의 건축물이다.
높이는 26m, 가로 길이는 65.5m이다. 그리스 아테네의 아크로폴리스로 들어가는 정문인 프로필라에(Propylaea)를 본따 설계한 것이다. 문 위에 올려진 '승리의 콰드리가'는 요한 고트프리트 샤도(Johann Gottfried Schadow)가 조각한 것으로 네마리의 말이 승리의 여신이 탄 마차를 끄는 모습을 하고 있다. 제2차 세계대전 당시 폭격의 피해를 입기는 했으나 전소되지 않고 남았다. 전쟁이후 1956년부터 약 1년동안 재건축이 이루어졌다. 독일 분단 시절에도 일반인들이 동·서 베를린을 왕래하는 것이 가능하도록 협정됐으나, 1961년 베를린 장벽이 세워지면서 허가 받은 사람들이 이 문을 통해서만 동·서 베를린을 왕래할 수 있게 됐다.
1989년 11월 약 10만 여명의 인파가 이 문 앞에 운집한 가운데 베를린 장벽이 허물어졌다. 독일 통일과 함께 1990년 서독 정부가 이 문의 보수공사를 시행했다. 2002년 독일 통일 12주년을 기념해 보수공사와 함께 검게 그을린 자욱을 지워내는 등 새단장을 했다. 오랜 세월 동안 독일에서 발행하는 우표와 주화에 등장했던 이 문의 모습은 현재 독일에서 주조하는 50센트 유로화에 새겨져 있다.

### 쿠르퓌르스텐담
서베를린 옛 서베를린의 상징인 빌헬름 황제 기념교회가 있는 광장에서 서남서쪽으로 연장되는 3.5km의 방사도로를 가리키며, 고급 상점 ·극장 ·레스토랑 ·다방 등이 즐비한 오락 중심지이다. 제일의 번화가로서 쿠담이라 불리며 호텔·레스토랑·상점 등이 밀집해 있다. 이 쿠르퓌르스텐담 가로의 구석에는 대전의 참화를 상징하기 위해 파괴된 채로인 카이저 빌헬름 교회가 남아 있다.

### 괴테 박물관
세계적인 대문호 괴테가 태어나 살던 집이다. 전쟁 후에 재건된 것으로 괴테가 태어난 방은 기념관으로 구성되어 있으며, 집필하던 방은 옛 모습을 그대로 보존하고 있다. 자유형의 계단, 아름다운 전경을 갖춘 밝고 즐거운 넓은 집이다. 괴테의 생애에 관한 서류와 작품들, 유명한 예술가들의 조각가 회화가 전시되어 있다.

### 뢰머광장
프랑크푸르트암마인의 구시가지 중앙에 위치한 광장이다. '뢰머(로마인)'라는 이름을 가지게 된 것은 고대 로마인들이 이곳에 정착하면서부터인데 15~18세기의 건물들이 몰려 있다. 광장 주변에는 구시청사와 오스트차일레가 있다. 구시청사는 신성로마제국 황제가 대관식이 끝난 후에 화려한 축하연을 베풀었던 유서깊은 곳이며, 프랑크푸르트 최초의 박람회가 열린 곳이기도 하다. 1405년부터 시청사로 사용되었으며 제2차 세계대전 때 파괴되었다가 재건되었다. 구시청사 맞은편에 있는 목조건물들을 통칭 오스트차일레라고 하며, 본래는 15세기에 쾰른의 비단상인들을 위해 지어진 것이라고 한다

### 성바돌로메대성당
카롤링 왕조 시대인 13∼14세기에 건립되었으며, 15세기 고딕식 탑으로 다각형의 박공관으로 장식되어 있는 것이 특징이다. 신성로마제국 황제의 선거 및 대관식이 거행되었던 유서 깊은 성당으로 ‘카이저돔’이라고도 한다. 그리스도의 무덤교회가 있으며 15세기 교회에는 신성로마제국의 일곱 제후들이 잠들어 있다. 332개의 계단을 따라 올라가면 라인강을 따라 형성된 시가지와 타우나스 산을 볼 수 있다.

### 샤를로텐부르크 성
17세기에 세워졌으나 전쟁으로 불타 현재는 80% 정도 복원된 상태이다. 프리드리히 1세의 부인인 조피 샤를로테 왕비의 여름별장으로 지어졌으며, 1695년 이후 100여년에 걸쳐 증축되어 본관의 길이가 무려 505m에 달한다. 베를린의 대표적인 바로크 양식의 건축물로 영국식으로 꾸며진 아름다운 정원과 도자기 전시실이 볼만하다.

### 루트비히 판 베토벤생가
옛도시의 궁성 안에 위치해 있으며, 정원 끝에는 오귀스트 로댕의 제자가 만든 베토벤의 동상이 세워져 있다. 1층의 작은 방에는 10세 때 연주했던 오르간, 비올라, 악보 초고들, 가구 등이 전시되어 있다. 베토벤이 태어난 방은 2층에 위치해 있으며, 이곳에는 베토벤의 대리석 흉상만으로 꾸며져 있고 그 옆방에는 베토벤의 사적인 유품들이 전시되어 있다.

### 본 대학
뮌스터 광장 바로 동쪽에 위치하고 있다. 유물론을 주장한 카를 마르크스와 독일의 위대한 서정시인 하인리히 하이네의 모교로서도 유명하다. 대학건물은 바로크 양식인데, 쾰른 선제후의 궁전을 그대로 쓰고 있다. 번화가가 가까이 있는데도 뒤쪽에 드넓은 호프가르텐이 있어서 분위기가 조용하다.

### 뮌스터 교회
로마네스크 후기 양식과 고딕 양식을 병용해 축조되었으며, 내부장식은 바로크 양식을 따르고 있다. 기독교 순교자들을 추모하기 위해 세워졌으며, 13세기경 라인지방에서 독자적으로 발달한 다탑구성의 특징을 가지고 있다. 르네상스풍 성체 안치탑, 성화로 장식되어 있는 코르의 천정, 황금 강론대, 성녀 엘레나의 청동상 등이 뮌스터 교회 내부를 장식하고 있다.

### 슈바르츠 라인도르프
로마네스크 양식으로 장식된 1151년에 봉헌된 2층건물의 교회이다. 아래층은 예배참석자들이 앉는 곳이고, 위쪽부분은 대주교와 그의 가까운 친지들이 앉는다. 에스겔서에 나타난 가장 아름다운 로마네스크 프레스코 양식으로 장식된 아래층의 벽은 또하나의 볼거리이다.

### 쾰른 대성당
1248년∼1880년에 걸쳐 지은 쾰른 대성당은 독일 최대의 고딕양식 건축물로 높이 157m, 건물의 안 길이만도 144m에 달하는 대성당이다. 뿐만 아니라 내부의 스테인레스글라스와 유서깊은 제단화, 조각물, 그중에서도 황금위 ‘세왕의 성관’은 중세 황금 세공의 최고걸작으로 여겨지고 있다. 의례용품 등을 전시한 보물전시관도 개방되고 있다.

### 로마－게르만 박물관
로마시대의 종교와 의식, 그리고 게르만족의 생활상이 담긴 귀중한 작품을 관람할 수 있는 박물관으로 ‘디오니소스의 모자이크’라는 유명한 작품을 소장하고 있다. 쾰른 대성당 옆에 위치한다. 제2차 세계대전이 끝난 1946년에, 발라프-리하르트 박물관(Wallraf- Richartz Museum)이 소장하고 있던 유물을 중심으로 고대의 여러 유물을 합쳐 로마-게르만 박물관으로 처음 개관하였다. 이후 독일뿐 아니라 해외로 유출되었던 쾰른지역의 유물을 되찾고, 고대 로마유물을 확보하여 1974년 새 건물을 완성하고 현재의 박물관으로 개관하였다. 박물관 옆에 있는 루드비히 박물관(Ludwig Museum) 터에서 많은 유물이 발굴되면서 박물관의 전시유물이 한층 더 보강되었다. 고대 로마시대의 주거지 위에 현대의 쾰른이 건설되면서 쾰른지방 주변에서 발견된 수많은 고고학적 유물을 전시하고 있다. 선사시대의 유물과 고대 로마시대 일상생활에서 사용하던 유물을 포함해 아름다운 조각, 진귀한 장신구들이 전시되어 있다. 특히 세계에서 가장 많은 로마시대의 유리 공예품을 소장하고 있다.

### 츠빙거 궁전
독일 바로크 양식의 최고걸작이라고 불리는 건축물로 1732년 작센의 프리드리히 아우구스트 1세 선제후(폴란드의 아우구스트 2세 국왕)의 여름별장용으로 건축되었다. 내부에는 다섯 개의 미술관, 박물관이 있으며 특히 역사 박물관과 라파엘로의 ‘시스티나의 마돈나’가 있는 고전거장회화관이 주요 볼거리이다.

### 레지덴츠 궁전
12세기부터 역대 작센 군주가 살던 성으로 증축과 복원을 거듭해 복합적인 스타일의 건축물이 되었다. 대공습으로 파괴된 후 현재도 복원작업이 계속되고 있다. 아우구스트거리 옆 슈탈호프 벽에는 마이센 자기 타일로 만들어진 ‘대공의 행진’이라는 길이 101m, 높이 8m의 벽화가 있는데, 27,000개의 타일이 쓰였다고 한다.

### 젬퍼 오페라
바그너가 직접 지위한 ‘방황하는 네덜란드인’과 ‘탄호이저’가 초연된 유서깊은 곳이다. 젬퍼 오페라는 19세기말 젬퍼가 설계한 르네상스 양식의 건축물이다. 밤에 조명이 비춰진 모습이 매우 인상적이다.

### 시청사(Rathaus)
쾰른을 상징하는 대표적인 르네상스 양식의 건축물로 1615년에서 1620년 사이에 건축가 엘리아스 홀에 의해서 세워졌다. 아우구스부르크가 이전에 자유도시국가였음을 보여주는 상징적인 건물이다. 1944년 공습때 전소되었으나 전후 외관 정면이 복구되었고, 1985년 도시 기념일을 맞아 대부분 재정비되었다. 벽화로 장식된 황금방이 독특하다.

### 아우크스부르크 모차르트 하우스
아우크스부르크 모차르트 하우스는 독일 바이에른 주의 문화 도시 아우크스부르크에 있는 박물관이다. 세계적인 작곡가 볼프강 아마데우스 모차르트에 관한 자료를 주로 전시한다. 박물관이 전시 공간으로 사용하고 있는 곳은 17세기에 지어진 3층 주택이다. 모차르트는 오스트리아에서 태어났지만 모차르트 가문은 1643년부터 박물관이 있는 아우크스부르크에서 터를 잡았다. 박물관 건물은 모차르트의 아버지이며 작곡가였던 요한 레오폴트 모차르트(Johann Georg Leopold Mozart, 1719~1787)가 태어난 생가다. 또 아우크스부르크의 막시밀리안 거리는 모차르트가 사촌과 첫 키스를 한 장소로 알려져 있다. 아우크스부르크 시는 이처럼 아우크스부르크와 깊은 인연을 가지고 있는 모차르트의 업적을 기리기 위해 매년 모차르트 축제를 열다가 1937년 기념관을 세우고 그와 관련한 자료를 전시하기 시작했다.

### 돔(Dom)
돔의 역사는 823년으로 거슬러 올라간다. 서쪽에 있는 크립타는 이 돔의 가장 오래된 부분이라고 한다. 돔 내부는 로만틱, 고딕 양식의 벽화, 아름다운 천장화, 한스 홀바인의 4명의 예언자 요나스, 다니엘, 호세아, 모세에 대한 그림과 세계에서 가장 오래된 스테인드글라스(12세기로 추정됨)로 장식되어 있다. 그리고 구약성서의 장면들이 35개의 부조로 새겨진 문(약 1356년)도 주요 볼거리이다.

### 울리히 아프라 교회
양파모양의 93m의 탑이 인상적이 이 교회는 루터파를 처음 공인한 아우그수부르크 종교회의를 기념하여 지은 교회이다. 크고 화려한 탑은 구교, 작고 검소한 탑은 신교의 탑으로 현재도 신구교의 교회가 공존하고 있다. 르네상스, 바로크 시대에 만들어진 장식이 달린 후기고딕양식의 바실리카이다. 정교하게 만들어진 창살, 수많은 예술품과 주교 아프라, 울리히, 짐페르트의 묘비가 경견함을 더한다.

### 장크트 페트리 대성당
이 성당은 790년경에 목조건물로 세워졌으나 몇 번의 증축 후 1041년에 전소되었다가 그 이듬해인 1042년 지금의 성당 건축이 시작되어 16세기 초에 완공되었다. 두 개의 높은 첨탑이 하늘을 찌를 듯한 고딕양식의 건물이다. 탑위에 올라가면 브레멘 시가가 한눈에 들어오고 성당 왼편에는 말을 타고 있는 비스마르크의 동상이 있다.

### 뵈트허 거리
예술품들이 모여 있는 전통적이고 표현주의적인 벽돌건축의 진수를 보여준다. 커피상인이자 예수보호가였던 루드비히 로젤리우스가 중세의 거리를 재현하기 위해 1904년∼1934년에 걸쳐 만든 거리이다. 도로 양편에는 골동품점, 수공예품점, 화랑이 있고, 로젤리우스 박물관에는 한자상업시대의 전성기에 로젤리우스가 모은 그림들인 전시되어 있다. 매일 12시, 3시, 6시에는 인형시계(Glockenspiel)에서 가장 유명한 전제군주의 초상화가 등장해서 시간을 알려준다

### 호엔슈반가우 성
낡은 Sch- wanstein성을 1832∼1836년에 걸쳐 재건축한 성이다. 바이에른 왕가의 황태자 막시밀리안이 이 오래된 성을 신고딕 양식으로 재건하였다.골짜기를 사이에 두고 노이슈반슈타인성(城)과 마주보고 있다. 루트비히 2세의 아버지이자 바이에른의 선제후인 막시밀리안 2세(Maximilian Ⅱ)가 지은 성이다. 성 안에는 동양의 미술품과 예술작품 등이 보관되어 있으며, 3층에는 왕이 작곡가 빌헬름 바그너(Wilhelm Richard Wagner)와 함께 연주한 피아노가 전시되어 있다.

### 철학자의 산책로
하이델베르크의 산책길로 알려져 있는 곳으로 노이엔하임 교외에 있는 베르크 거리에서 출발하여 기슭으로 올라가는 거리이다. 도보로 약 1시간 가량이 소요되며, 정상에는 시내와 하이델베르크성의 아름다운 모습을 볼 수 있다. 이곳에서 남쪽을 보면, 강 건너 장엄한 아름다움을 즐길 수 있다. 헤겔, 야스퍼스, 괴테 등 많은 철학자들이 이 길을 걸으면서 철학적인 사색에 잠겼다고 한다.

### 벤츠와 포르쉐 박물관
슈투트가르트의 상징이라고 할 수 있는 이 박물관은 자동차 애호가라면 반드시 들러야 할 만한 곳이다. 벤츠의 역사를 한눈에 파악할 수 있게끔 전시를 하고 있으며 최초의 벤츠 자동차에서부터 현재의 모델에 이르기까지 수많은 차종을 구경할 수 있다. 포르쉐 박물관에서는 포르쉐의 독자적인 자동차뿐 아니라 아우디(Audi)와 합작으로 만들었던 경주용 자동차를 비롯해서 세계 최고 스포츠카의 진면목을 느낄 수 있는 많은 자동차들로 가득차 있다.

### 노이슈반슈타인 성
바그너를 좋아한 루트비히 2세가 오페라 ‘로엔그린’중 백조의 전설에서 모티브를 얻어 지은 성으로 중세의 분위기가 느껴진다. 1869년 착공되어 1896년 완공되었는데, 이 성이 완공되기 전 갑작스런 루트비히 2세의 죽음으로 인해 공사가 중단되기도 했었다. 지금까지도 많은 관광객들이 들러보는 성안의 16개의 방은 왕의 죽음 전에 완성된 것이다. 동화같은 삶을 살기 원했던 루트비히 2세의 화려한 성을 보기 위해 매년 수없이 많은 관광객들이 이곳으로 몰려온다. 전설같은 신비로운 꿈과 숨을 멎게 하는 주변 경관 또한 사람들을 이곳으로 이끄는 요소이다.

## 같이 보기
- 독일의 대중교통
- 독일의 공휴일
- 독일의 경제
- 독일의 세계유산